# Orsziwci
Orsziwci (ukr. Оршівці) – wieś na Ukrainie, w obwodzie czerniowieckim, w rejonie czerniowieckim, nad Prutem. W 2001 roku liczyła 2380 mieszkańców.